# Fotograf
En fotograf er en person, der tager fotografier med et kamera. En professionel fotograf har gjort fotografering til sin levevej.

## Arbejdet
En fotografs arbejde kan være begrænset til selve fotograferingen (det at indfange billedet med kameraet) og til den lange proces med opstilling, lyssætning, fotografering og efterbehandling. Efterbehandlingen kan være en længere proces end selve fotograferingen. For den moderne professionelle fotograf er op mod 80% af arbejdet digital efterbehandling, som oftest i programmerne Adobe Photoshop eller Capture One. Nogle fotografer overlader efterbehandlingen, der kan være digital eller kemisk, til specialister, men oftest er det fotografen der krediteres for fotografiet.

## Historisk
Efter opfindelsen af fotograferingen var der diskussion mellem fotografer og malere om kunsten i fotograferingen. Fotografer blev beskyldt for at "kapre" malernes monopol på at gengive ting på billeder, men de to kunstformer lever i samhørighed med udveksling af teknikker begge veje.

## Typer
Fotografer kategoriseres ud fra de emner de fotograferer. Nogle udforsker de klassiske stilarter fra malerkunsten (fx stilleben og landskabsmotiver), mens andre fokuserer på stilarter, der der er unikke for fotograferingen som gadestilen eller dokumentarfoto. Fotografer kan inddeles i tre hovedgrupper: Situationsfotografer, kunstfotografer og kommercielle fotografer. Nogle fotografer er meget specialiserede, mens andre arbejder mere bredt:
- Situationsfotografer:
  - Dokumentarfotograf – tager billeder fra naturen
    - Kliniskfotograf – tager billeder af operationer til brug i undervisningen af læger
    - Paparazzofotograf – tager billeder af berømtheder uden deres accept

  - Krigsfotograf – tager billeder i krigsområder
  - Pressefotograf – tager aktuelle billeder

- Kunstfotografer:
  - Landskabsfotografer
  - Stillebensfotografer

- Kommercielle fotografer
  - Modefotograf – tager billeder af modeller iklædt modetøj
  - Portrætfotograf – tager billeder af personer, specielt portrætter
  - Skolefotograf – tager gruppebilleder og portrætter af elever på skoler og institutioner
  - Festfotograf – tager billeder ved bryllupper, konfirmationer o.l.
  - Reklamefotograf- fotograferer til reklamer
  - Dronefotograf- fotograferer i fugleperspektiv, primært landskaber, arkitektur m.m

Fotojournalister kan være både kunstfotografer og situationsfotografer. Det mest kendte eksempel på fotojournalisme i nyere tid i Danmark er formentlig Jyllands-Postens Explorer-serier Arkiveret 6. februar 2007 hos  Wayback Machine.

## Betydelige fotografer
- Ansel Adams – opfinder af zonesystemet
- Eugene Atget – fransk mester i gade og arkitektonisk poetisk fotografi
- Harry Morey Callahan – stilskabende for den amerikanske gadestil
- Sophie Calle – fransk fotokunstner
- Henri Cartier-Bresson – den første der har sat fotojournalisme i system
- Helmut Newton – nyskabende omkring objektet nøgenhed (især nøgne kvinder)
- Aage Remfeldt (født Rasmussen) (1889-1983) - dansk klassisk portrætfotograf
- Andreas Sophus Emil Hoffgaard (1851-1925), fotograf i Kolding 1891-1903
- Vivian Meier - (1926-2009) amerikansk gadefotograf. Kendt for sine selfies i vinduernes genspejling.